# Condat-sur-Ganaveix
Condat-sur-Ganaveix is een gemeente in het Franse departement Corrèze (regio Nouvelle-Aquitaine) en telt 631 inwoners (1999). De plaats maakt deel uit van het arrondissement Tulle.

## Geografie
De oppervlakte van Condat-sur-Ganaveix bedraagt 37,7 km², de bevolkingsdichtheid is 16,7 inwoners per km².
De onderstaande kaart toont de ligging van Condat-sur-Ganaveix met de belangrijkste infrastructuur en aangrenzende gemeenten.

## Demografie
Onderstaande figuur toont het verloop van het inwonertal (bron: INSEE-tellingen).